# Cottanello
Cottanello là một đô thị ở tỉnh Rieti trong vùng Latium, có khoảng cách khoảng 60 km về phía bắc của Roma và cách khoảng 15 km về phía tây của Rieti. Tại thời điểm ngày 31 tháng 12 năm 2004, đô thị này có dân số 558 người và diện tích là 36,4 km².
Đô thị Cottanello có các frazioni (các đơn vị cấp dưới, chủ yếu là các làng) Castiglione, Colle della Fonte, và Le Piane.
Cottanello giáp các đô thị: Configni, Contigliano, Greccio, Montasola, Stroncone, Vacone.